# Hilyotrogus flavescens
Hilyotrogus flavescens är en skalbaggsart som beskrevs av Zhang 1997. Hilyotrogus flavescens ingår i släktet Hilyotrogus och familjen Melolonthidae. Inga underarter finns listade i Catalogue of Life.